# Sabot (chemin de fer)
Pour les articles homonymes, voir Sabot.

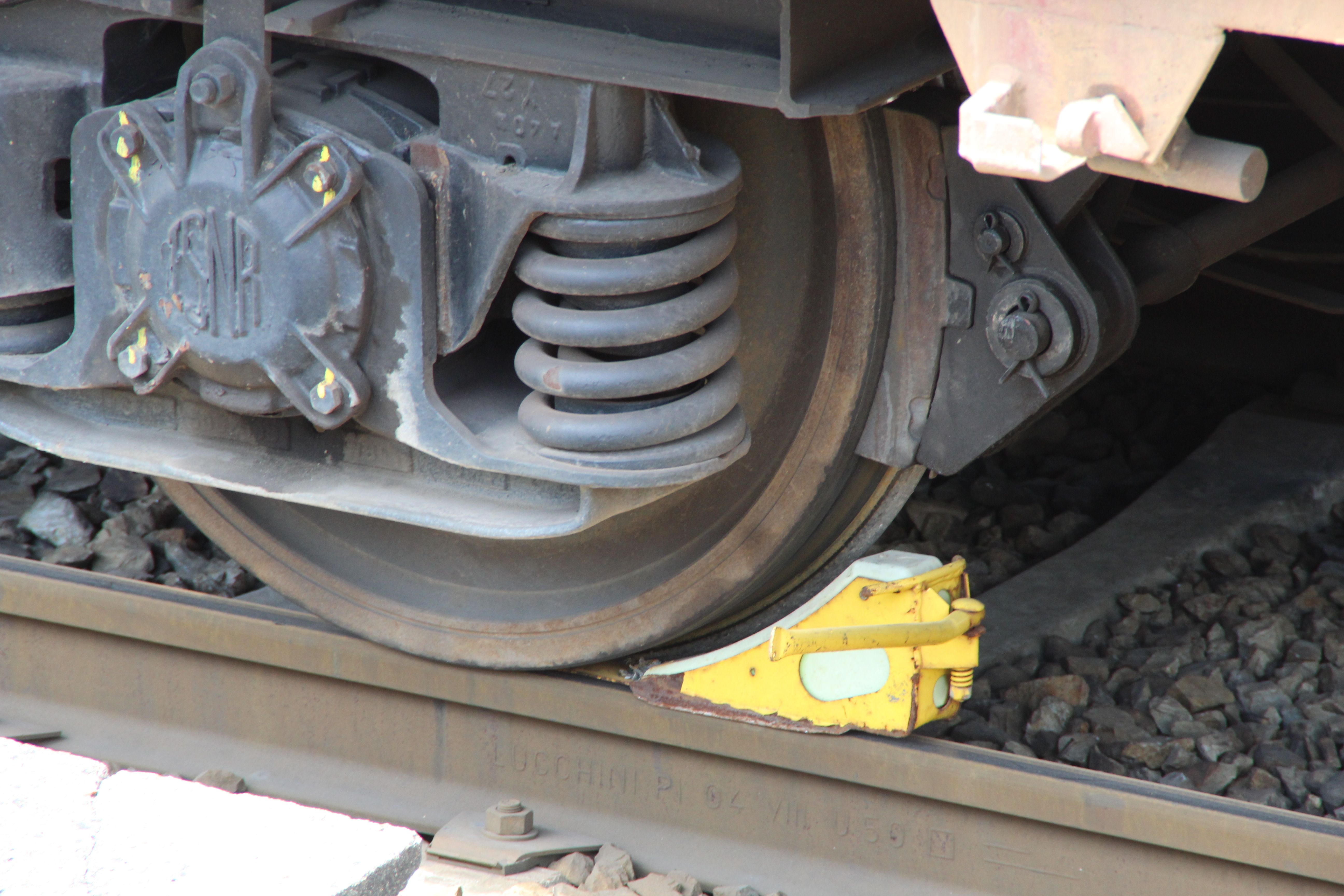
Un sabot en place.

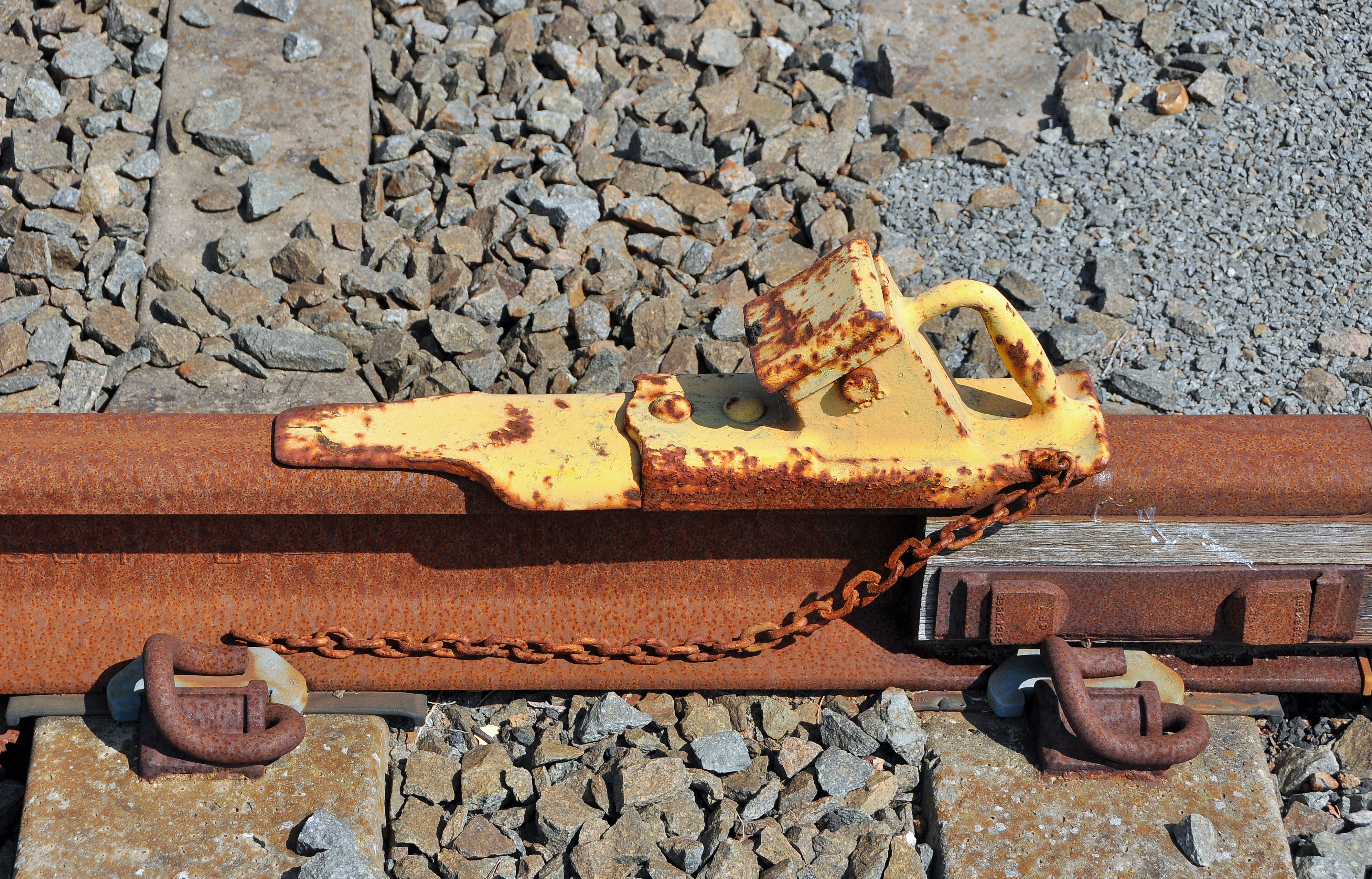
Un sabot ou taquet d'arrêt.

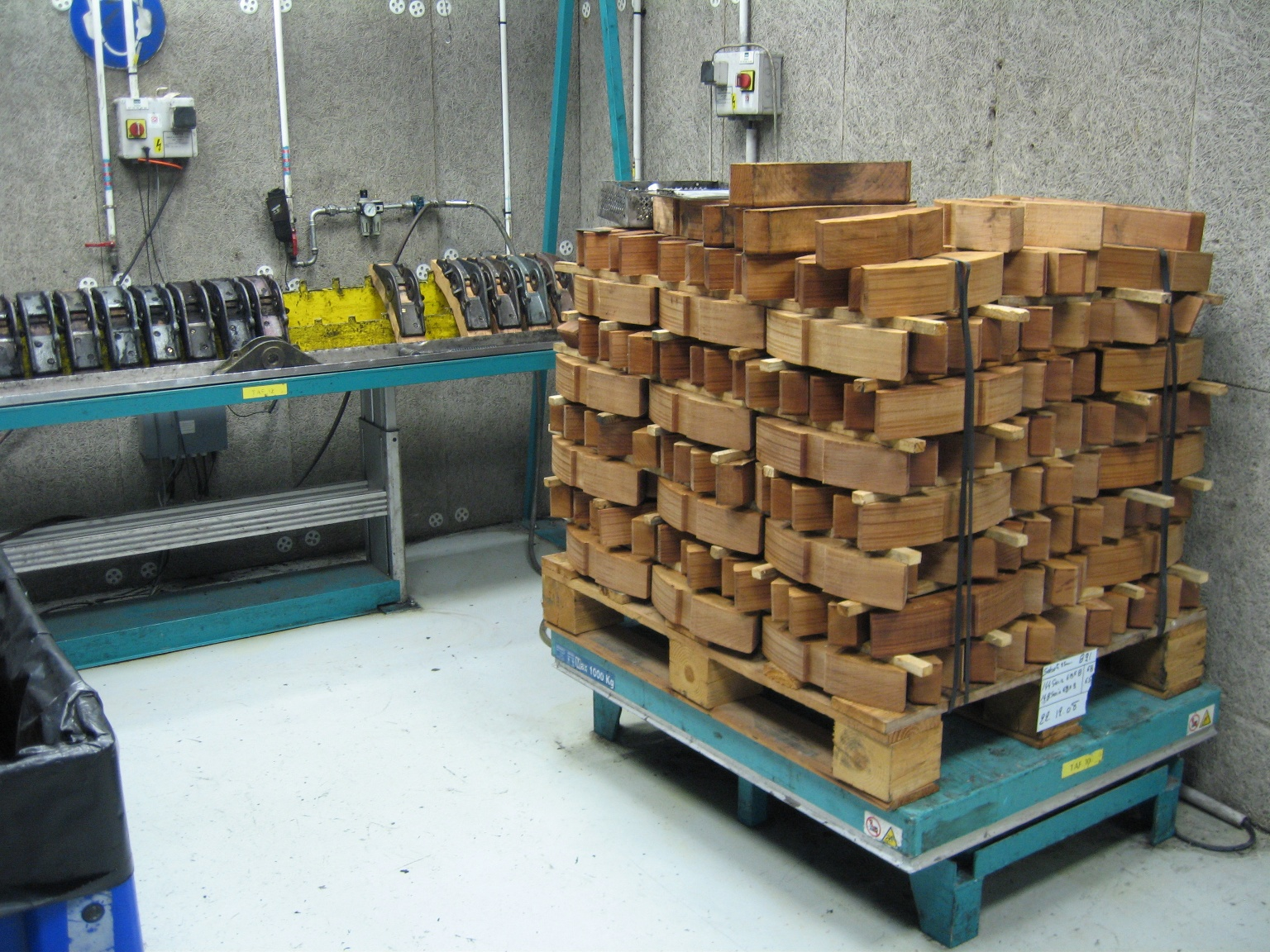
Sabots de freinage en bois du métro de Paris.

Le sabot (ou taquet) est un morceau de fonte que l'on pose sur le rail. Lorsqu'un wagon arrive, il percute le sabot qui glisse sur le rail, ce qui l'immobilise au bout d'un moment.
La semelle ou le sabot de frein sert à créer l'effort de freinage par frottement sur la table de roulement de la roue.